# Incendios forestales en Argentina
Anualmente en Argentina se producen numerosos incendios forestales como consecuencia de factores múltiples como el aumento de temperatura por el cambio climático, fenómenos cíclicos como la Niña y la intervención humana accidental o intencional. En el caso de los incendios intencionales, la mayor parte de ellos se debe a quemas de monte para aumentar las pasturas para el ganado y la obtención de terrenos para el comercio inmobiliario.

## 2003
Los incendios forestales de Córdoba de 2003 fueron una seguidilla de focos ígneos en las zonas de bosques y rurales de la provincia de Córdoba. Estos fueron los más graves de la década 2000-2010, ya que se quemaron casi 139 mil hectáreas, la mayoría de ellas en zonas de bosques y pastizales de las Sierras de Córdoba. Los valles más afectados fueron tres: el Punilla, Paravachasca y el Calamuchita. Estos se prolongaron desde mediados de agosto hasta casi finales de noviembre.

## 2008
Los incendios en el Delta del Río Paraná de 2008 fueron una serie de focos de incendios intencionales sobre las islas del Delta del Paraná, que comenzaron a principios de abril de 2008 y finalizaron a finales de ese mismo mes. Llegaron a existir 570 focos de incendios. El objetivo de los incendios era quemar los humedales para reconvertirlos a la actividad ganadera. Sin embargo, la escasez de lluvias durante esa época, sumado a un fenómeno de sequía y un mal manejo del fuego, tornaron incontrolables los incendios, afectando a más de 70.000 ha. 
El humo generado por los incendios produjo la contaminación atmosférica más grave de la historia argentina registrada hasta ese momento. La nube de humo afectó a la región nornordeste de la provincia de Buenos Aires, a la Ciudad de Buenos Aires, sur de Entre Ríos y sursureste de Santa Fe. También llegó a Montevideo y a toda la costa sur de la República Oriental del Uruguay. Además, como consecuencia de la baja visibilidad producida por el humo se registraron varios siniestros viales, donde fallecieron al menos diez personas.
El Defensor del Pueblo de la Nación en ese entonces, Eduardo Mondino, presentó una denuncia contra las autoridades nacionales, provinciales y municipales para investigar su rol en la prevención de los siniestros viales. A raíz de esa denuncia, se generó otra denuncia contra un grupo de productores agropecuarios que fueron señalados como los responsables de dar inicio al fuego, pero todos fueron excarcelados.

## 2013
Los incendios forestales de Córdoba de 2013 fueron una seguidilla de focos ígneos en las zonas de bosques y rurales de la provincia de Córdoba (Argentina). Estos, son los más graves en lo que va de la década de 2010, ya que se estima que hacia el día de 12 de septiembre de 2013 eran 40 000 las hectáreas quemadas, la mayoría de ellas en zonas de bosques y pastizales de las sierras de Córdoba. Los valles más afectados fueron tres: el de Punilla, el de Paravachasca y el de Calamuchita. Estos se iniciaron el 6 y finalizaron el 12 de septiembre de 2013.

## 2015
Los incendios forestales en Chubut fueron un desastre natural (aunque en algunos sectores sus focos parecen haber sido provocados por la acción humana que se desarrollaron en la provincia del Chubut, en Argentina. El fuego comenzó el 15 de febrero de 2015 y el gobierno provincial declaró el 25 de febrero el estado de emergencia ambiental y duró hasta inicios del mes de abril cuando la época de intensas lluvias otoñales ayudaron en mucho a su extinción. Afectó principalmente a Cholila y otras localidades ubicadas al noroeste del Chubut. 
El inicio del incendio se produjo en el valle del lago Cholila, a orillas de este, hacia las coordenadas . 
El 6 de abril de 2015 se reportó que el área forestal incendiada era de más de 41 mil hectáreas de bosques vírgenes (casi la misma extensión de Andorra), transformándose en el más importante de los incendios del que se tuvo registro en la Argentina, con una superficie de más de 41 mil hectáreas de bosques nativos afectados, siendo superados siete años después por los incendios en Corrientes de 2022.
Los incendios se focalizaron en la Comarca de los Alerces, en el valle del lago Cholila, sobre sus márgenes sur y norte, en el cerro Cholila, y en los cañadones El Turco y Tucu Tucu con focos en el arroyo Jara, el río Turbio y cerro Radal. Y se ha propagado hacia el norte y el sur, llegando hasta el sur de la Comarca andina del Paralelo 42, en Lago Puelo y cerro Currumahuida, habiendo alcanzado el Parque nacional homónimo hacia el norte; Y adentrándose en el Parque nacional Los Alerces al sur. Se trata del incendio forestal de mayor magnitud de la historia en Argentina.
En ciertos sectores del área afectada sus focos parecen haber sido provocados por la acción humana, así es que el domingo 1 de marzo fueron detenidas algunas personas acusadas de provocar incendios.

## 2020

### Córdoba
Desde julio de 2020, una serie de incendios forestales afectaron a más de 300 mil hectáreas de la provincia argentina de Córdoba. El fuego continuó expandiéndose por tres meses, afectando más de 90 mil hectáreas en la vecina provincia de San Luis.
La región comenzó a ser azotada con algunos focos durante el mes de julio, pero los más grandes incendios se desarrollaron en las últimas semanas de agosto. El incendio de mayor extensión comenzó en áreas montañosas del Departamento Ischilín y luego se extendió hacia el Valle de Ongamira y el norte del Departamento Punilla.
También se registró otro foco de considerable extensión a pocos kilómetros al sur, sobre las Sierras Chicas, entre las ciudades de La Calera y Cosquín. Mientras que incendios de menor envergadura y duración se desataron en las ciudades de La Falda, Achiras y Valle Hermoso.
A octubre de 2020, unas 300 mil hectáreas habían sido afectadas por los incendios, considerados uno de los 10 incendios forestales más grandes del mundo del momento y comparables con los Incendios en el Oeste de Estados Unidos de 2020.

### Río Paraná
Los Incendios en el delta del río Paraná de 2020 son una serie de incendios ocurridos a lo largo de aquel año en las islas del Delta del Río Paraná durante una bajante del río, principalmente en la provincia de Entre Ríos, afectando también a localidades de la provincia de Buenos Aires y Santa Fe, tales como Rosario y San Pedro.
Los primeros focos se detectaron en febrero de 2020, y continuaron hasta octubre. Anteriormente, habían ocurrido en la misma zona los Incendios en el delta del río Paraná de 2008. Al 29 de septiembre de 2020, se habían quemado 300 000 hectáreas. Se estimó un costo económico diario de más de 10 millones de pesos.

### Interprovinciales
Los incendios en Argentina de 2020 son un conjunto de numerosos focos de incendios en curso en más de la mitad de las provincias de ese país. Son atribuidos a las consecuencias de una sequía en distintas regiones de ese país, del fenómeno climático del Niño y una baja en los caudales de varios ríos, que generaron las condiciones propicias para el inicio y desarrollo de incendios. Asimismo, una vez que comenzaron a desarrollarse a gran escala se comenzó a investigar otras causas y de acuerdo al Servicio Nacional de Manejo del Fuego, el 95 % de los incendios provocados hasta el 6 de octubre de 2020 fueron intencionales.
Afectaron a territorios pertenecientes a las provincias de Catamarca, Chaco, Córdoba, Corrientes, La Rioja, Formosa, Jujuy, Salta, San Luis, Tucumán, Santa Fe y Entre Ríos, y los parques nacionales Calilegua y Copo. Para el mes de octubre, se han quemado 430.000 hectáreas. Para noviembre, todavía se registran focos activos en Jujuy, San Luis, Córdoba, Corrientes y La Rioja. En total, se estima que se quemaron aproximadamente 900.000 hectáreas en 22 provincias.

## 2021

### Patagonia
Los incendios forestales en la Patagonia argentina de 2021 comenzaron el 7 de marzo con la aparición de un foco en el kilómetro 22 de la ruta provincial 6 de la provincia de Río Negro. Luego se extendió a las zonas de Las Golondrinas, Lago Puelo, El Hoyo, El Maitén y Cholila en la provincia del Chubut, siguiendo el paralelo 42. Los focos se habrían extendido por grandes corrientes de viento, alcanzando zonas pobladas, donde se han reportado personas con quemaduras, vehículos incendiados y la destrucción de cientos de viviendas. El Servicio Nacional del Manejo del Fuego debió evacuar la zona.

## 2022

### Corrientes
Los incendios de Corrientes de 2022 abarcan focos ígneos que comenzaron en el mes de enero y continúan activos en numerosos puntos del territorio provincial de Corrientes, habiendo consumido más de 800 000 hectáreas, lo que equivale al doce por ciento de la superficie de esta provincia. 
El fuego avanzó sobre campos, montes, humedales, como los Esteros del Iberá, y reservas naturales, entre ellas, el parque nacional Esteros del Iberá, y ha ocasionado daños materiales estimados entre 25 000 y 40 000 millones de pesos. 